# Konståret 1932

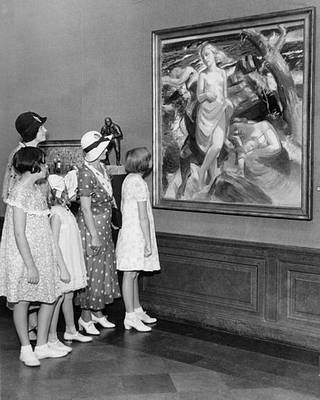
Tavlan som får beundrande blickar är "Vid Arilds strand" av konstnären David Wallin från Sverige, vid Olympiska sommarspelen 1932 i Los Angeles.

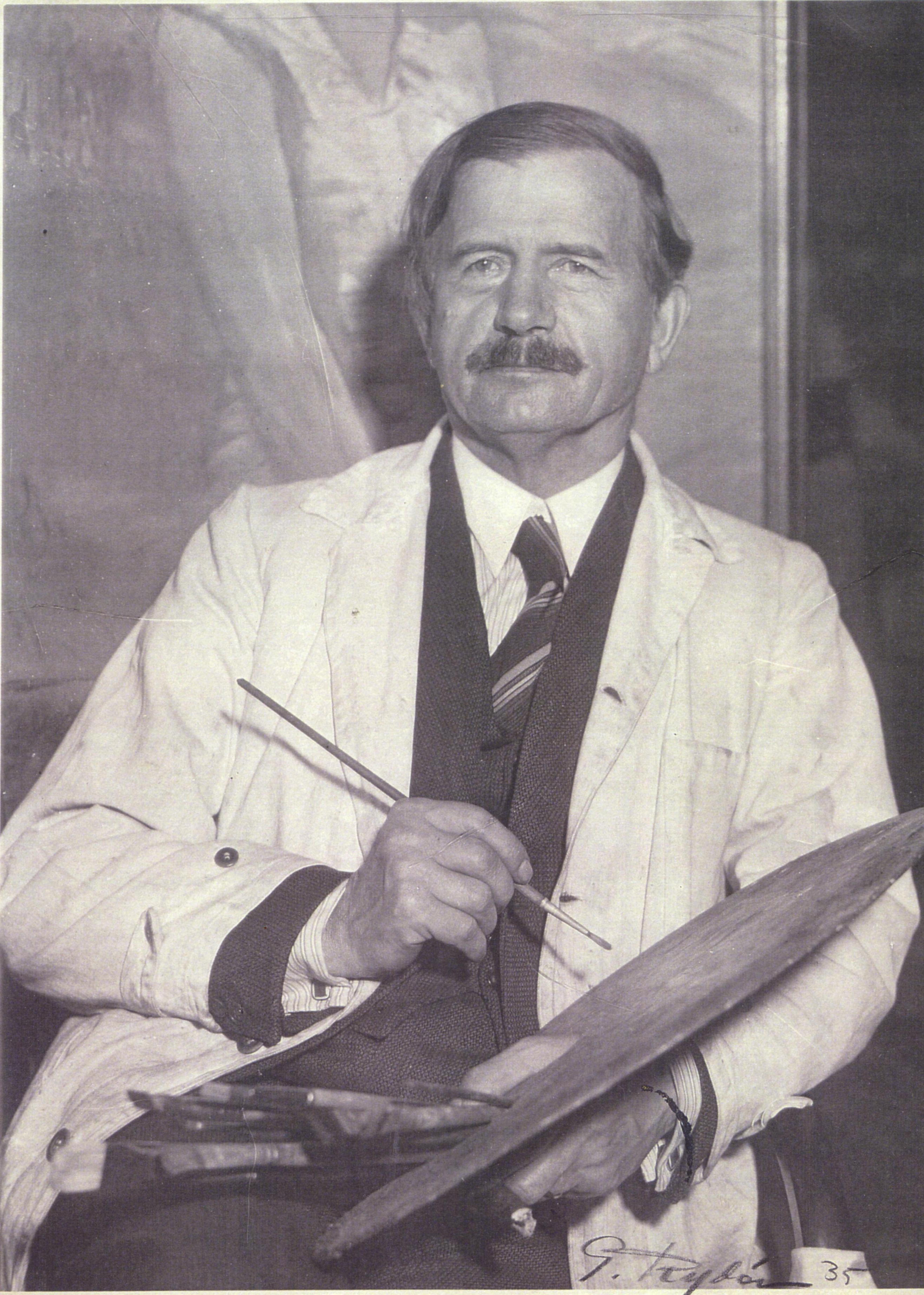
Konstnären David Wallin, vinnare av OS-guld 1932. (Fotografi 1935)

## Händelser

### Okänt datum
- David Wallin vinner OS-guld med oljemålningen Vid Arilds strand (At the seaside of Arild) vid Olympiska sommarspelen 1932 i Los Angeles. Silvermedaljör var den amerikanska konstnären Ruth Miller från USA med oljemålningen Kampen (Struggle). Ingen bronsmedalj utdelades.
- Carl Fagerberg får hedersomnämnande för sin skulptur Skridskoåkare vid Olympiska sommarspelen 1932 i Los Angeles.
- Konstgalleriet och försäljningsorganisationen Färg och Form bildas i Stockholm.
- Hallands konstnärsförbund bildas på initiativ av Egon Östlund.

## Verk

### Målningar
- Frank Brangwyn – British Empire Panels
- Otto Dix – Der Krieg
- René Magritte – The Universe Unmasked
- Pablo Picasso – Girl Before a Mirror
- Walter Sickert – Miss Earhart's Arrival

### Skulpturer
- Alberto Giacometti – Woman with her Throat Cut
- Henry Moore – Half-figure

## Utställningar
- Whitneybiennalen i New York arrangeras för första gången. Den var en årlig utställning före 1973.
- Konstnärsgruppen Nio Unga genomför sin andra utställning på Liljevalchs konsthall i Stockholm.

## Priser och utmärkelser
- Villa Massimo – Arno Breker

## Födda
- 30 januari – Bert Håge Häverö (död 2014), svensk autodidakt konstnär.
- 31 januari – Erik Höglund (död 1998), svensk skulptör, målare, grafiker och glaskonstnär.
- 19 februari – Gerhard Richter, tysk konstnär.
- 4 mars – Ed Roth, (död 2001), amerikansk konstnär.
- 28 mars – Inez Svensson, svensk textilkonstnär och var en av grundarna till 10-gruppen.
- 19 april  – Fernando Botero, colombiansk konstnär.
- 14 maj – Richard Estes, amerikansk målare.
- 1 juni – Rolf Ahlberg, svensk konstnär och målare.
- 20 juli – Nam June Paik, i Seoul i Korea, död 29 januari 2006 i Miami, videokonstnär.
- 25 juni – Peter Blake, engelsk konstnär
- 27 juli – Lars Pirak (död 2008), samisk konstnär och sameslöjdare.
- 6 augusti – Kjartan Slettemark, (död 2008), norsk-svensk konstnär.
- 7 augusti – Rien Poortvliet, (död 1995), nederländsk konstnär.
- 9 augusti – Ulf Onsberg, svensk konstnär.
- 15 september – Charles Paul Wilp, (död 2005), tysk reklamman, konstnär och fotograf.
- 11 november – Åke Bergman (död 1987), svensk silversmed och konstnär.
- 22 oktober – Afewerk Tekle, etiopisk konstnär.
- 24 december – On Kawara, japansk konceptkonstnär.
- okänt datum – Gunda Erikson, svensk målare och hattmodist.
- okänt datum – Kristaq Rama, albansk skulptör.

## Avlidna
- 11 mars – Dora Carrington (född 1893), brittisk målare och designer.
- 21 mars – Georg Dehio (född 1850), tysk konsthistoriker.
- 25 mars – Harriet Backer (född 1845), norsk målare.
- 5 augusti – Lilly Lundgren, (född 1862), svensk sjuksköterska och konstnär.
- 19 augusti – Louis Anquetin (född 1861), fransk målare.
- 2 september – Johan August Gustafsson (född 1852), svensk träskulptör.
- 20 september - Max Slevogt (född 1868), tysk konstnär
- 23 september – Jules Chéret (född 1836), fransk konstnär.
- 28 september – Emil Orlik (född 1870), österrikisk-ungersk målare och littografiker.
- 1 oktober – W. G. Collingwood (född 1854), engelsk målare.
- 17 oktober – Lucy Bacon (född 1857), amerikansk målare.
- 14 november - Yrjö Ollila (född 1887), finländsk konstnär
- 17 november – Aleksander Federley (född 1865), finländsk målare, illustratör och grafiker.
- 19 december – Johan Krouthén (född 1858), svensk idealistisk konstnär.